# Til Bettenstaedt
Til Bettenstaedt (* 20. Januar 1976 in Marburg) ist ein ehemaliger deutscher Fußballspieler.

## Sportliche Laufbahn

### Vereinskarriere

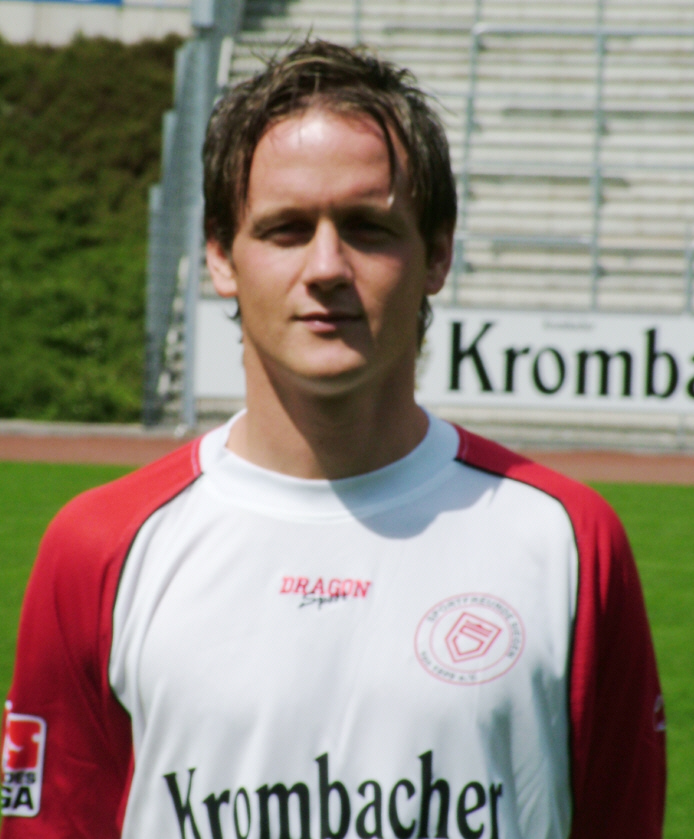

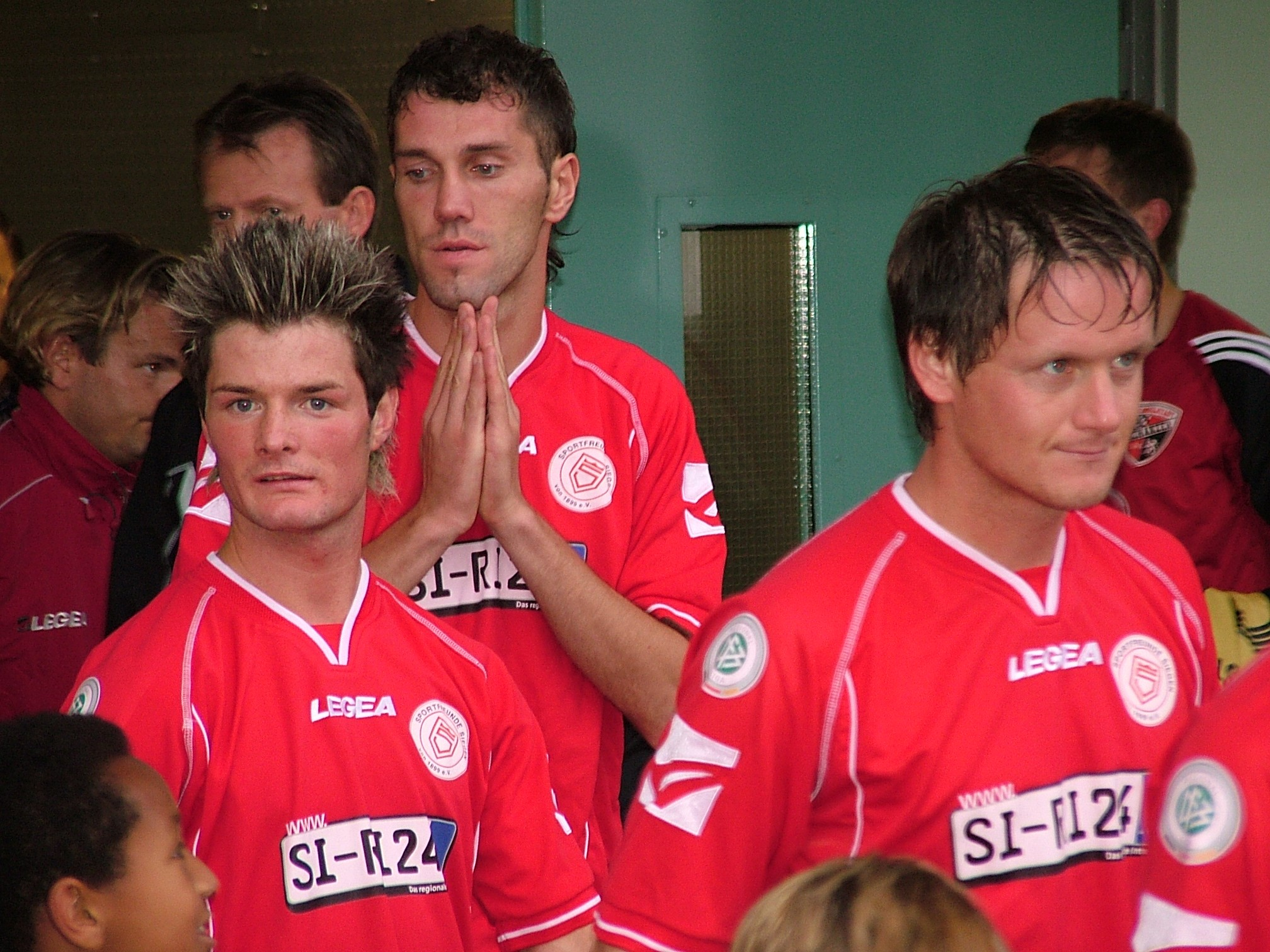
Til Bettenstaedt (rechts) mit Cem Islamoglu (Mitte) und Marcel Heller (rechts)

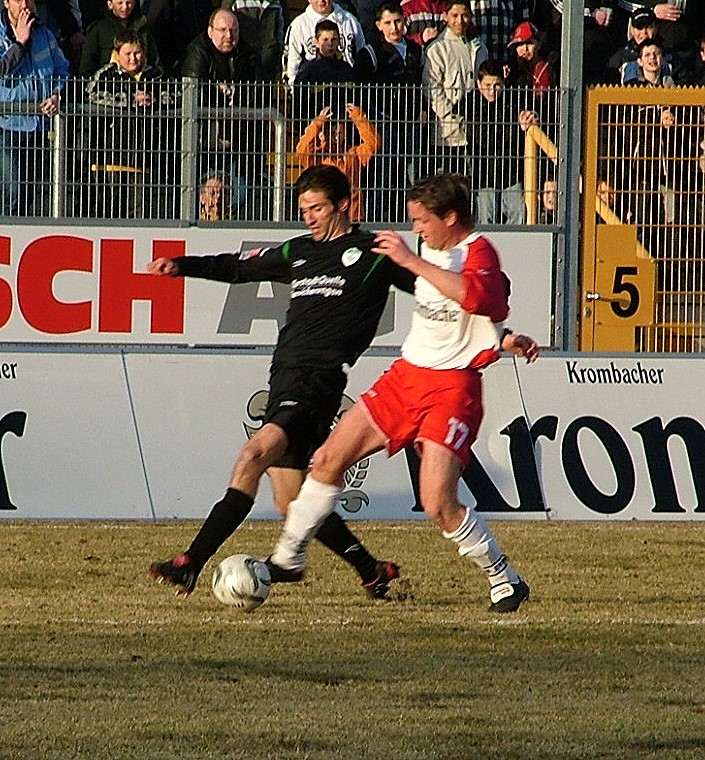
Til Bettenstaedt im Trikot der Sportfreunde Siegen gegen Ales Kokot

Bettenstaedt spielte bis 1995 in der Jugendmannschaft des FC Schalke 04, wo er am 17. Juni 1995 für 20 Minuten in der ersten Mannschaft gegen den SC Freiburg eingesetzt wurde. Von 1995 bis 1997 spielte er in der Regionalliga West/Südwest für die SpVgg Erkenschwick und zwischen 1997 und 1999 für den SC Verl. Von der Saison 1999/2000 bis zum Ende der Saison 2006/07 spielte der Stürmer für den Regionalligisten Sportfreunde Siegen. In der Aufstiegssaison der Sportfreunde Siegen war er mit insgesamt 10 Treffern bei 31 Einsätzen einer der Top-Torjäger und trug maßgeblich zum Aufstieg in die Zweite Bundesliga bei. Am 22. Mai 2007 wurde sein Wechsel zum niedersächsischen Oberligisten BV Cloppenburg bekannt. Nach der Saison übernahm er dort das Traineramt der zweiten Mannschaft.

### Auswahleinsätze
Im Spieljahr 1991/92 wurde das Talent vom VfB Marburg in die deutsche U-16-Auswahl berufen. An der Seite von Mitspielern wie Lars Ricken und Kai Michalke gewann er mit der Mannschaft im Mai 1992 auf Zypern den U-16-Europameistertitel. Beim 2:1-Sieg im Finale gegen Spanien zählte der Angreifer zu den beiden Torschützen der deutschen Elf.
1995 nahm er mit der DFB-U-20 an der U-20-WM teil. Beim Vorrundenaus in Katar wurde der Schalke-Stürmer in zwei der drei Gruppenmatches als Einwechselspieler eingesetzt.

## Berufliche Laufbahn
Bettenstaedt wurde Redakteur bei der Ostfriesen-Zeitung.